# 清見潟部屋
清見潟部屋（きよみがたへや）は、かつて存在した相撲部屋。

## 沿革
3代小森野又市、4代三代ノ松鉄之介が師匠の代で関取は育たなかったが、所属力士の志貴ノ海が二枚鑑札で5代目を襲名し四股名を清見潟又市に改め明治6年（1873年）4月に幕内に昇進した。また明治4年（1871年）4月には先代からの弟子で山分萬吉も幕内に昇進している。しかし、5代自らの弟子は育たず明治31年（1898年）5月限りで廃業した。
その後6代勢力忠四郎が部屋を興し、幕内岩木山孫平を育てた。その岩木山は大正9年（1920年）5月より7代目を二枚鑑札で襲名（同月引退）。岩木山謙治郎を幕内に育てるが、昭和5年（1930年）1月をもって廃業した。そのため岩木山（当時幕内から陥落）は山科部屋へ、後に十両に昇進する伊勢錦清（現役引退後株を継承）は出羽海部屋へ移籍した。